# Fierabras

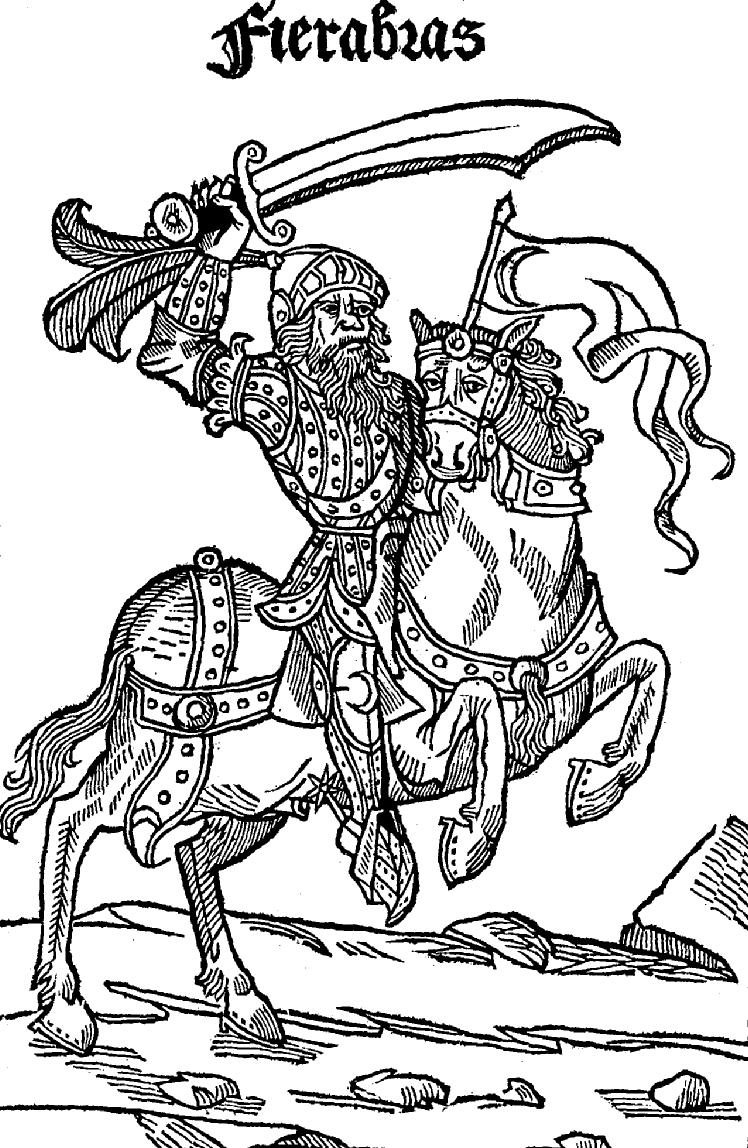
Fierabras, gravure du Roman de Fierabras le Géant de Jehan Bagnyon, édition 1497 (P. Maréchal et B. Chaussard, Lyon), BNF RES-Y2-993

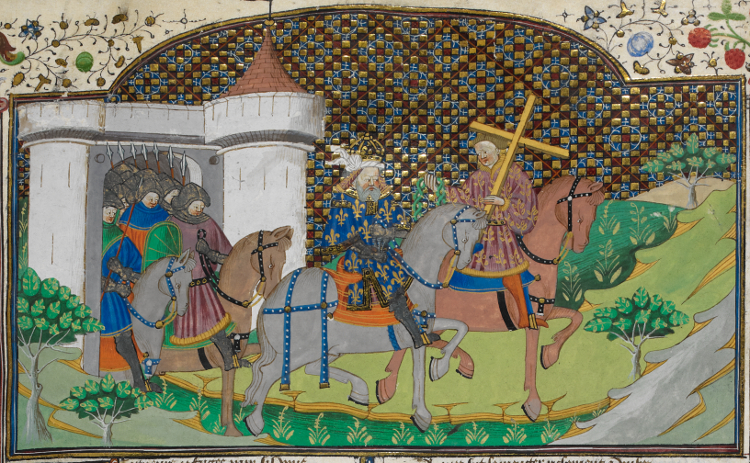
Fierabras (portant la croix) et Charlemagne, détail enluminé du Talbot Shrewsbury Book.

Fierabras est une chanson de geste anonyme française appartenant à la Geste du Roi et racontant les aventures du géant Fier-à-bras. Elle inspira Cervantes, Calderón de la Barca et Franz Schubert.

## Le personnage de Fierabras
Fierabras est un personnage de fiction hérité de la geste du Roi. Fils du roi (ou de l'amiral) Baland (ou Balan) et frère de la belle Floripas (ou Florippes), c'est un géant de 15 pieds (~4,60 m). Il est lui-même chevalier sarrasin et roi d'Alexandrie.
Il retourne en Espagne avec l'armée de Baland, après le sac de Saint-Pierre de Rome, où ils ont capturé les reliques de la Passion. Charlemagne envahit l'Espagne pour récupérer lesdites reliques et envoie Olivier de Vienne affronter Fierabras. Une fois vaincu, le géant décide de se convertir au christianisme et rejoint l'armée de Charlemagne, où il est soigné. Peu après, Olivier et trois de ses compagnons sont capturés par les Sarrasins.  Floripas, dite « la Courtoise » et sœur de Fierabras, les libère et les cache dans ses appartements.
Charlemagne envoie Roland et six autres pairs demander la libération des quatre prisonniers et la restitution des reliques. Floripas, tombée amoureuse du chevalier Gui de Bourgogne, obtient de se les voir confier.
Après une série de péripéties, Balan est tué, Charlemagne envoie les reliques à Saint-Denis et partage l'Espagne entre Fierabras et Gui de Bourgogne, qui épouse Floripas.
Fierabras posséderait de Jérusalem deux petits barils du Baume du Christ, dont Marie-Madeleine se serait servie pour oindre le corps de Jésus. Ce baume guérirait de n'importe quelle blessure. Chez Bagnyon, Fierabras en propose à Olivier durant leur duel.
Dans certaines listes, Fierabras fait partie des « Douze Preux de Charlemagne », et ses prouesses rivalisent avec celles d'Olivier.

## Différentes versions d'une même œuvre
Il existe trois versions anciennes différentes de Fierabras : une version longue en langue d’oc conservée dans un seul manuscrit, une version courte en langue d’oïl (1 775 vers) connue par un seul témoin et une version longue en langue d’oïl (6 408 vers) conservée dans une douzaine de manuscrits dont cinq complets. Toutefois, la chanson de Fierabras a connu des adaptations plus tardives en plusieurs langues : Le Sultant de Babylone est en moyen anglais (moitié du XVe siècle). C'est dans ce texte que Shakespeare a puisé le nom Fortinbras, l'un des personnages de sa tragédie Hamlet.  L'Historia del emperador Carlo Magno (Histoire de l'empereur Charlemagne) a inspiré Cervantès dans son Don Quichotte. Des versions pastorales se retrouvent en Amérique du Sud, et l'Espagne postérieure à la Reconquista y voit un outil de conversion.
Franz Schubert écrit en 1823 un opéra en trois actes, Fierrabras, se basant sur la légende. Fierrabras le Sarrasin est otage à la Cour de Charlemagne. Il promet de garder le secret sur l'amour d'Emma, fille de Charlemagne, et d'Éginhart, et enfermé à tort en tenant parole. Roland, Éginhart et les chevaliers vont signer la paix avec Boland, père de Fierrabras, mais Boland les enferme pour venger Fierrabras. Florinda, fille de Boland, reconnait Roland dont elle est tombée amoureuse à Rome, et libère les chevaliers. Roland est de nouveau capturé par Boland. Emma avoue à Charlemagne que Fierrabras n'est pas son amant, et qu'elle aime Éginhart. Charlemagne libère donc Fierrabras et part avec lui chez les Sarrasins pour faire libérer Roland, que Boland veut faire exécuter. Florinda avoue son amour pour Roland à Boland, qui lui dit qu'elle peut mourir avec lui. Charlemagne, Éginhart et Fierrabras arrivent juste à temps pour empêcher l'exécution, et les couples peuvent être réunis.

## Étymologie
L'étymologie du nom est controversée. Elle peut venir de Fierebrace, « terrible par ses bras », ou s'être formée sur le latin fera bracchia, « bras redoutables ».  Ou encore sur l'impératif de férir, frapper, soit « Frappe de tes bras ».